# Solanderia fusca
Solanderia fusca is een hydroïdpoliep uit de familie Solanderiidae. De poliep komt uit het geslacht Solanderia. Solanderia fusca werd in 1868 voor het eerst wetenschappelijk beschreven door Gray. 